# ムロド・ナザロフ
ムロド・ナザロフ（Murod Nazarov、1980年11月16日 - ）はウズベキスタンの実業家であり、ウズベキスタンポロ連盟の副会長である。ナザロフは2017年に「シューラート」ダヴラット州賞を受賞した。  ビル・ネフタ・ミリイ・ムコフォトラルガ・サゾヴォル・ボルガン。

## バイオグラフィー
ムロド・ナザロフは、1980年11月16日にタシケント市で生まれた。高校卒業後、2001年にタシケント国立東洋研究所を卒業し学士号を取得し、2000年から2001年にかけて日本の筑波大学に留学した。2005年にタシケント国立経済大学で修士号を取得した。

## キャリア
ムロド・ナザロフは、ウズベキスタンのJISA事務所でプログラムアシスタント (日本の技術協力機構) としてキャリアをスタートした。彼は2003年までこの職に就き、その後自分の会社を設立した。2003年から2017年にかけて、ナザロフは投資および建設事業で多数の会社を設立した。
2019年、ムロド・ナザロフはタシケント市長ジャホンギル・オルティコジャエフの招きでタシケント市議会議員に立候補した。ナザロフ氏は70％の得票率で選挙に勝利した。彼は2019年からタシケント市議会議員を務めている。2019年、彼はトルコの会社オズギュベン・ミマルルクと、ウズベキスタンで最も高い建物であるNEST ONEを建設する契約を締結した。

2020年、ナザロフ氏はカザフスタンの投資家と合弁事業を設立した。2021年の時点で、彼はベンチャーの取締役会会長を務めていた。
2022年、ナザロフは世界経済外交大学の監督委員会のメンバー、およびウズベキスタン馬術ポロ連盟の副会長に任命された。

## 私生活
ムラド・ナザロフは結婚しており、14人の子供がいる。2002年にウミダ・ナザロワと結婚し、3人の娘と2人の息子を儲ける。2021年12月、ナザロフはタシケントの慈悲の家から9人の子供（男子2人、女子7人）を養子にした。

## 受賞歴
- 2011年 - 「ウズベキスタン独立20周年」の記念銘板。
- 2017年 - 「ウズベキスタン」と署名。
- 2017年 - メダル「シュフラット」。
- 2020年 - バッジ「Mehr-Saxovat」（寛大さと慈悲）。